# Djibril Sow
Djibril Sow (Zürich, Suiza, 6 de febrero de 1997) es un futbolista suizo que juega en la demarcación de centrocampista para el Sevilla F. C. de la Primera División de España.

## Trayectoria
Comenzó a jugar al fútbol en el club de Zúrich BC Albisrieden y a la edad de once años pasó a formar parte de las categorías inferiores del FC Zúrich. Para la temporada 2015-16, Sow se trasladó al Borussia Mönchengladbach de la Bundesliga alemana, donde firmó un contrato hasta el 30 de junio de 2020.
En el Borussia Mönchengladbach debutó con el primer equipo el 25 de octubre de 2016 en la segunda ronda de la Copa de Alemania con una victoria por 2-0 en casa sobre el VfB Stuttgart de segunda división. Entró en juego en el minuto 88 sustituyendo Lars Stindl. Debutó en la Bundesliga en la 31.ª jornada de la temporada 2016-17, cuando también sustituyó a Lars Stindl en el tercer minuto del tiempo añadido en la victoria por 2-1 a domicilio contra el 1. FSV Maguncia 05. Al finalizar la temporada regresó a Suiza para jugar en el BSC Young Boys.
En junio de 2019 fue traspasado al Eintracht Fráncfort, donde firmó un contrato válido hasta el 30 de junio de 2024. Con este equipo ganó la Liga Europa de la UEFA 2021-22 en el Ramón Sánchez-Pizjuán, estadio en el que iba a jugar como local después de su fichaje por el Sevilla F. C. en agosto de 2023.

## Selección nacional
Tras jugar con la selección de fútbol sub-16 de Suiza, la sub-17, la sub-19, la sub-20 y la sub-21, finalmente debutó con la selección absoluta el 8 de septiembre de 2018. Lo hizo en un partido de la Liga de las Naciones de la UEFA 2018-19 contra Islandia que finalizó con un resultado de 6-0 a favor del combinado suizo tras los goles de Steven Zuber, Denis Zakaria, Xherdan Shaqiri, Haris Seferović, Albian Ajeti y de Admir Mehmedi.

### Participaciones en Copas del Mundo
| Mundial      | Sede  | Resultado        | Partidos | Goles |
| ------------ | ----- | ---------------- | -------- | ----- |
| Mundial 2022 | Catar | Octavos de final | 4        | 0     |

## Estadísticas

### Clubes
Actualizado al último partido disputado el 25 de mayo de 2025.
| Club                        | País     | Año       | Partidos | Goles |
| --------------------------- | -------- | --------- | -------- | ----- |
| Borussia Mönchengladbach II | Alemania | 2015-2017 | 37       | 7     |
| Borussia Mönchengladbach    | Alemania | 2016-2017 | 3        | 0     |
| B. S. C. Young Boys         | Suiza    | 2017-2019 | 78       | 4     |
| Eintracht Fráncfort         | Alemania | 2019-2023 | 160      | 8     |
| Sevilla F. C.               | España   | 2023-     | 65       | 3     |

## Palmarés

### Campeonatos nacionales
| Título             | Club                | País  | Año  |
| ------------------ | ------------------- | ----- | ---- |
| Superliga de Suiza | B. S. C. Young Boys | Suiza | 2018 |
| Superliga de Suiza | B. S. C. Young Boys | Suiza | 2019 |

### Campeonatos internacionales
| Título                 | Club                | Sede    | Año  |
| ---------------------- | ------------------- | ------- | ---- |
| Liga Europa de la UEFA | Eintracht Fráncfort | Sevilla | 2022 |